# Pseudomyrmex veneficus
Pseudomyrmex veneficus é uma espécie de formiga do género Pseudomyrmex, subfamilia Pseudomyrmecinae. Esta espécie foi descrita cientificamente por Wheeler em 1942.

## Distribuição
Encontra-se no México.